# Premi Pulitzer d'Obres de Ficció
El Premi Pulitzer de ficció és un dels set Premis Pulitzer nord-americans que s'atorguen anualment per a lletres, drama i música. Reconeix la narrativa de ficció elaborada per un autor estatunidenc, preferiblement sobre la vida nord-americana, i publicada durant l'any natural anterior a la seva concessió.
Com a premi Pulitzer de novel·la, que es va atorgar entre 1918 i 1947, va ser un dels Pulitzer originals. La seva concessió es va inaugurar l'any 1917 amb set premis, quatre dels quals es van concedir aquell any. El 1917 no es va concedir cap premi de novel·la, ja que el primer es va concedir el 1918.
Els tres finalistes al premi de ficció s'han anunciat des de l'edició de 1980.

## Definició
Tal com es defineix al pla original, aquests premis es lliuraran "Anualment, per a la novel·la nord-americana publicada durant l'any que millor presentarà l'ambient saludable de la vida nord-americana i el més alt nivell de les maneres i la virilitat nord-americana", encara que hi havia alguna controvèrsia alhora d'utilitzar la paraula saludable en lloc de sencera, la paraula Pulitzer havia escrit en el seu testament. El 1927, el consell assessor va instituir en silenci la paraula sencera com el significat que Joseph Pulitzer hauria escollit.
Amb 1929 va arribar el primer de diversos canvis molt més substantius. El consell va canviar la redacció per "preferiblement una que presenta millor tota l'atmosfera de la vida nord-americana" i va eliminar la insistència que la novel·la retrata "el més alt estàndard de les maneres i la masculinitat nord-americana". El 1936, es va tornar a canviar l'èmfasi, i el premi es va destinar a "una novel·la distingida publicada durant l'any per un autor nord-americà, preferiblement tractant de la vida nord-americana". El 1948, el consell assessor va ampliar l'abast del premi amb la frase "Per a la ficció distingida publicada en forma de llibre durant l'any per un autor nord-americà, preferiblement tractant de la vida nord-americana". Aquest canvi va permetre que el premi recalés en una col·lecció de contes per primera vegada, Tales of the South Pacific, de James Michener.

## Guanyadors
En 31 anys sota el nom de "Novel·la", el premi es va atorgar 27 vegades; en els seus primers 69 anys fins al 2016 sota el nom de " Ficció ", 62 vegades. Hi ha hagut 11 anys durant els quals cap títol va rebre el premi. Mai no ha estat compartida per dos autors. Quatre escriptors han guanyat dos premis cadascun en la categoria de ficció: Booth Tarkington, William Faulkner, John Updike i Colson Whitehead.

### De 1910 a 1979
| Any  | Guanyador  | Guanyador                             | Obra                                     | Obra                             | Gènere                                           | Origen                             |
| ---- | ---------- | ------------------------------------- | ---------------------------------------- | -------------------------------- | ------------------------------------------------ | ---------------------------------- |
| 1917 |            | Ernest Poole (1880–1950)              | His Family                               | Macmillan (1917)                 | Novel·la                                         | Illinois                           |
| 1918 |            | Booth Tarkington (1869–1949)          | The Magnificent Ambersons                | Doubleday, Page & Co. (1918)     | Novel·la                                         | Indiana                            |
| 1919 | No premiat | No premiat                            | No premiat                               | No premiat                       | No premiat                                       | No premiat                         |
| 1920 |            | Edith Wharton (1862–1937)             | L'edat de la innocència                  | D. Appleton & Company (1920)     | Novel·la                                         | New York                           |
| 1921 |            | Booth Tarkington (1869–1949)          | Alice Adams                              | Doubleday, Page & Co. (1921)     | Novel·la                                         | Indiana                            |
| 1922 |            | Willa Cather (1873–1947)              | One of Ours                              | Alfred A. Knopf (1922)           | Novel·la                                         | Virginia                           |
| 1923 |            | Margaret Wilson (1882–1973)           | The Able McLaughlins                     | Harper & Brothers (1923)         | Novel·la debutant                                | Iowa                               |
| 1924 |            | Edna Ferber (1885–1968)               | So Big                                   | Grosset & Dunlap (1924)          | Novel·la                                         | Michigan                           |
| 1925 |            | Sinclair Lewis (1885–1951)            | Arrowsmith                               | Harcourt Brace & Co. (1925)      | Novel·la                                         | Minnesota                          |
| 1926 |            | Louis Bromfield (1896–1956)           | Early Autumn                             | Amereon Ltd (1926)               | Novel·la                                         | Ohio                               |
| 1927 |            | Thornton Wilder (1897–1975)           | The Bridge of San Luis Rey               | Albert & Charles Boni (1927)     | Novel·la                                         | Wisconsin                          |
| 1928 |            | Julia Peterkin (1880–1961)            | Scarlet Sister Mary                      | Bobbs-Merrill Company (1928)     | Novel·la                                         | South Carolina                     |
| 1929 |            | Oliver La Farge (1901–1963)           | Laughing Boy                             | Houghton Mifflin (1929)          | Novel·la                                         | New York                           |
| 1930 |            | Margaret Ayer Barnes (1886–1967)      | Years of Grace                           | Houghton Mifflin (1930)          | Novel·la                                         | Illinois                           |
| 1931 |            | Pearl S. Buck (1892–1973)             | La bona terra                            | John Day Company (1931)          | Ficció històrica                                 | West Virginia                      |
| 1932 |            | T. S. Stribling (1881–1965)           | The Store                                | Doubleday, Doran (1932)          | Novel·la                                         | Tennessee                          |
| 1933 |            | Caroline Miller (1903–1992)           | Lamb in His Bosom                        | Harper & Brothers (1933)         | Novel·la debutant                                | Georgia                            |
| 1934 |            | Josephine Winslow Johnson (1910–1990) | Now in November                          | Simon & Schuster (1934)          | Novel·la debutant                                | Missouri                           |
| 1935 |            | Harold L. Davis (1894–1960)           | Honey in the Horn                        | Harper & Brothers (1935)         | Novel·la debutant                                | Oregon                             |
| 1936 |            | Margaret Mitchell (1900–1949)         | Allò que el vent s'endugué               | Macmillan Publishers (1936)      | Novel·la                                         | Georgia                            |
| 1937 |            | John Phillips Marquand (1893–1960)    | The Late George Apley                    | Little, Brown and Company (1937) | Novel·la epistolar                               | Delaware                           |
| 1938 |            | Marjorie Kinnan Rawlings (1896–1953)  | The Yearling                             | Charles Scribner's Sons (1938)   | Literatura juvenil                               | Washington, D.C.                   |
| 1939 |            | John Steinbeck (1902–1968)            | El raïm de la ira                        | Viking Press (1939)              | Novel·la                                         | California                         |
| 1941 | No premiat | No premiat                            | No premiat                               | No premiat                       | No premiat                                       | No premiat                         |
| 1942 |            | Ellen Glasgow (1873–1945)             | In This Our Life                         | Jonathan Cape (1941)             | Novel·la                                         | Virginia                           |
| 1943 |            | Upton Sinclair (1878–1968)            | Dragon's Teeth                           | Viking Press (1942)              | Ficció històrica                                 | Maryland                           |
| 1944 |            | Martin Flavin (1883–1967)             | Journey in the Dark                      | Harper & Brothers (1943)         | Novel·la                                         | California                         |
| 1945 |            | John Hersey (1914–1993)               | A Bell for Adano                         | Alfred A. Knopf (1944)           | Novel·la bèl·lica                                | New York (nascut Tianjin, China)   |
| 1946 | No premiat | No premiat                            | No premiat                               | No premiat                       | No premiat                                       | No premiat                         |
| 1947 |            | Robert Penn Warren (1905–1989)        | All the King's Men                       | Harcourt, Brace & Company (1946) | Política ficció                                  | Kentucky                           |
| 1948 |            | James A. Michener (1907–1997)         | Tales of the South Pacific               | Macmillan Publishers (1947)      | Col·lecció d'històries curtes, Novel·la debutant | Pennsylvania                       |
| 1949 |            | James Gould Cozzens (1903–1978)       | Guard of Honor                           | Harcourt, Brace & Company (1948) | Novel·la bèl·lica                                | Illinois                           |
| 1950 |            | A. B. Guthrie (1901–1991)             | The Way West                             | William Sloane Associates (1949) | Western de ficció                                | Indiana                            |
| 1951 |            | Conrad Richter (1890–1968)            | The Town                                 | Alfred A. Knopf (1950)           | Novel·la                                         | Pennsylvania                       |
| 1952 |            | Herman Wouk (1915–2019)               | The Caine Mutiny                         | Doubleday (1951)                 | Ficció històrica                                 | New York                           |
| 1953 |            | Ernest Hemingway (1899–1961)          | El vell i la mar                         | Charles Scribner's Sons (1952)   | Novel·la curta                                   | Illinois                           |
| 1954 | No premiat | No premiat                            | No premiat                               | No premiat                       | No premiat                                       | No premiat                         |
| 1955 |            | William Faulkner (1897–1962)          | A Fable                                  | Random House (1954)              | Novel·la                                         | Mississipi                         |
| 1956 |            | MacKinlay Kantor (1904–1977)          | Andersonville                            | Penguin Books (1955)             | Ficció històrica                                 | Iowa                               |
| 1957 | No premiat | No premiat                            | No premiat                               | No premiat                       | No premiat                                       | No premiat                         |
| 1958 |            | James Agee (1909–1955)                | A Death in the Family (guanyador pòstum) | McDowell, Obolensky (1957)       | Novel·la autobiogràfica                          | Tennessee                          |
| 1959 |            | Robert Lewis Taylor (1912–1998)       | The Travels of Jaimie McPheeters         | Doubleday (1958)                 | Ficció històrica                                 | Illinois                           |
| 1960 |            | Allen Drury (1918–1998)               | Advise and Consent                       | Doubleday (1959)                 | Política ficció, Novel·la debutant               | Texas                              |
| 1961 |            | Harper Lee (1926–2016)                | Matar un rossinyol                       | J. B. Lippincott & Co. (1960)    | Gòtic del Sud, Bildungsroman, Novel·la debutant  | Alabama                            |
| 1962 |            | Edwin O'Connor (1918–1968)            | The Edge of Sadness                      | Little, Brown and Company (1961) | Novel·la                                         | Rhode Island                       |
| 1963 |            | William Faulkner (1897–1962)          | The Reivers (guanyador pòstum)           | Random House (1962)              | Novel·la                                         | Mississipi                         |
| 1964 | No premiat | No premiat                            | No premiat                               | No premiat                       | No premiat                                       | No premiat                         |
| 1965 |            | Shirley Ann Grau (1929–2020)          | The Keepers of the House                 | Alfred A. Knopf (1964)           | Novel·la                                         | Louisiana                          |
| 1966 |            | Katherine Anne Porter (1890–1980)     | Collected Stories                        | Harcourt Brace (1965)            | Narracions curtes                                | Texas                              |
| 1967 |            | Bernard Malamud (1914–1986)           | The Fixer                                | Farrar, Straus & Giroux (1966)   | Novel·la                                         | New York                           |
| 1968 |            | William Styron (1925–2006)            | The Confessions of Nat Turner            | Random House (1967)              | Novel·la                                         | Virginia                           |
| 1969 |            | N. Scott Momaday (b. 1934)            | House Made of Dawn                       | Harper & Row (1968)              | Novel·la                                         | Oklahoma                           |
| 1970 |            | Jean Stafford (1915–1979)             | Collected Stories                        | Farrar, Straus & Giroux (1969)   | Narracions curtes                                | California                         |
| 1971 |            |                                       |                                          |                                  |                                                  |                                    |
| 1972 |            | Wallace Stegner (1909–1993)           | Angle of Repose                          | Doubleday (1971)                 | Novel·la                                         | Iowa                               |
| 1973 |            | Eudora Welty (1909–2001)              | The Optimist's Daughter                  | Random House (1972)              | Novel·la curta                                   | Mississipi                         |
| 1974 | No premiat | No premiat                            | No premiat                               | No premiat                       | No premiat                                       | No premiat                         |
| 1975 |            | Michael Shaara (1928–1988)            | The Killer Angels                        | David McKay Publications (1974)  | Ficció històrica                                 | New Jersey                         |
| 1976 |            | Saul Bellow (1915–2005)               | Humboldt's Gift                          | Viking Press (1975)              | Novel·la                                         | Illinois (nascut a Quebec, Canada) |
| 1977 | No premiat | No premiat                            | No premiat                               | No premiat                       | No premiat                                       | No premiat                         |
| 1978 |            | James Alan McPherson (1943–2016)      | Elbow Room                               | Little, Brown (1977)             | Narracions curtes                                | Georgia                            |
| 1979 |            | John Cheever (1912–1982)              | The Stories of John Cheever              | Alfred A. Knopf (1978)           | Narracions curtes                                | Massachusetts                      |

### De 1980 a 2020
| Any  | Guanyador  | Guanyador                      | Obra | Obra                                    | Gènere                   | Origen                                                          | Finalistes |  |
| ---- | ---------- | ------------------------------ | --- | --------------------------------------- | ------------------------ | --------------------------------------------------------------- | --- |  |
| 1980 |            | Norman Mailer (1923–2007)      | The Executioner's Song                                                                                              | Little, Brown (1979)                    | Novel·la de crim real    | New Jersey                                                      | - William Wharton, Birdy - Philip Roth, The Ghost Writer                                                               |  |
| 1981 |            | John Kennedy Toole (1937–1969) | Una conxorxa d'enzes (guanyador pòstum)                                                                             | Louisiana State University Press (1980) | Novel·la picaresca       | Louisiana                                                       | - Frederick Buechner, Godric - William Maxwell, So Long, See You Tomorrow                                              |  |
| 1982 |            | John Updike (1932–2009)        | Rabbit Is Rich | Alfred A. Knopf (1981)                  | Novel·la                 | Pennsylvania                                                    | - Robert Stone, A Flag for Sunrise - Marilynne Robinson, Housekeeping                                                  |  |
| 1983 |            | Alice Walker (n. 1944)         | El color porpra | Harcourt Brace Jovanovich (1982)        | Epistolary novel         | Georgia                                                         | - Anne Tyler, Dinner at the Homesick Restaurant - Chaim Grade, Rabbis and Wives                                        |  |
| 1984 |            | William Kennedy (n. 1928)      | Ironweed | Viking Press (1983)                     | Novel·la                 | New York                                                        | - Raymond Carver, Cathedral - Thomas Berger, The Feud                                                                  |  |
| 1985 |            | Alison Lurie (1926–2020)       | Foreign Affairs | Random House (1984)                     | Novel·la                 | Illinois                                                        | - Diana O'Hehir, I Wish This War Were Over - Douglas Unger, Leaving the Land                                           |  |
| 1986 |            | Larry McMurtry (1936–2021)     | Lonesome Dove | Simon & Schuster (1985)                 | Novel·la western         | Texas                                                           | - Russell Banks, Continental Drift - Anne Tyler, The Accidental Tourist                                                |  |
| 1987 |            | Peter Taylor (1917–1994)       | A Summons to Memphis                                                                                                | Alfred A. Knopf (1986)                  | Novel·la                 | Tennessee                                                       | - Donald Barthelme, Paradise - Norman Rush, Whites                                                                     |  |
| 1988 |            | Toni Morrison (1931–2019)      | Beloved | Alfred A. Knopf (1987)                  | Novel·la                 | Ohio                                                            | - Diane Johnson, Persian Nights - Alice McDermott, That Night                                                          |  |
| 1989 |            | Anne Tyler (n. 1941)           | Breathing Lessons                                                                                                   | Alfred A. Knopf (1988)                  | Novel·la                 | Minnesota                                                       | - Raymond Carver, Where I'm Calling From                                                                               |  |
| 1990 |            | Oscar Hijuelos (1951–2013)     | The Mambo Kings Play Songs of Love                                                                                  | Farrar, Straus and Giroux (1989)        | Novel·la                 | New York                                                        | - E. L. Doctorow, Billy Bathgate                                                                                       |  |
| 1991 |            | John Updike (1932–2009)        | Rabbit At Rest | Alfred A. Knopf (1990)                  | Novel·la                 | Pennsylvania                                                    | - Linda Hogan, Mean Spirit - Tim O'Brien, The Things They Carried                                                      |  |
| 1992 |            | Jane Smiley (n. 1949)          | A Thousand Acres | Alfred A. Knopf (1991)                  | Realisme domèstic        | California                                                      | - David Gates, Jernigan - Robert M. Pirsig, Lila: An Inquiry into Morals - Don DeLillo, Mao II                         |  |
| 1993 |            | Robert Olen Butler (n. 1945)   | A Good Scent from a Strange Mountain                                                                                | Henry Holt (1992)                       | Narracions curtes        | Illinois                                                        | - Alice McDermott, At Weddings and Wakes - Joyce Carol Oates, Black Water                                              |  |
| 1994 |            | E. Annie Proulx (n. 1935)      | The Shipping News                                                                                                   | Charles Scribner's Sons (1993)          | Novel·la                 | Connecticut                                                     | - Philip Roth, Operation Shylock: A Confession - Reynolds Price, The Collected Stories                                 |  |
| 1995 |            | Carol Shields (1935–2005)      | The Stone Diaries                                                                                                   | Random House (1993)                     | Novel·la                 | Illinois                                                        | - Grace Paley, The Collected Stories - Joyce Carol Oates, What I Lived For                                             |  |
| 1996 |            | Richard Ford (n. 1944)         | Independence Day | Alfred A. Knopf (1995)                  | Novel·la                 | Mississipi                                                      | - Oscar Hijuelos, Mr. Ives' Christmas - Philip Roth, Sabbath's Theater                                                 |  |
| 1997 |            | Steven Millhauser (b.n1943)    | Martin Dressler: The Tale of an American Dreamer                                                                    | Crown Publishers (1996)                 | Novel·la                 | New York                                                        | - Joanna Scott, The Manikin - Ursula K. Le Guin, Unlocking the Air and Other Stories                                   |  |
| 1998 |            | Philip Roth (1933–2018)        | American Pastoral                                                                                                   | Houghton Mifflin (1997)                 | Novel·la                 | New Jersey                                                      | - Robert Stone, Bear and His Daughter: Stories - Don DeLillo, Underworld                                               |  |
| 1999 |            | Michael Cunningham (n. 1952)   | The Hours | Farrar, Straus and Giroux (1998)        | Ficcio històrica         | Ohio                                                            | - Russell Banks, Cloudsplitter - Barbara Kingsolver, The Poisonwood Bible                                              |  |
| 2000 |            | Jhumpa Lahiri (n. 1967)        | Interpreter of Maladies                                                                                             | Houghton Mifflin (1999)                 | Narracions curtes        | Rhode Island (nascuda a London, Regne Unit (viu a Roma, Itàlia) | - Annie Proulx, Close Range: Wyoming Stories - Ha Jin, Waiting                                                         |  |
| 2001 |            | Michael Chabon (n. 1963)       | The Amazing Adventures of Kavalier & Clay                                                                           | Random House (2000)                     | Ficció històrica         | Washington, D.C.                                                | - Joyce Carol Oates, Blonde - Joy Williams, The Quick and the Dead                                                     |  |
| 2002 |            | Richard Russo (n. 1949)        | Empire Falls | Alfred A. Knopf (2001)                  | Novel·la                 | New York                                                        | - Colson Whitehead, John Henry Days - Jonathan Franzen, The Corrections                                                |  |
| 2003 |            | Jeffrey Eugenides (n. 1960)    | Middlesex | Farrar, Straus and Giroux (2002)        | Saga familiar            | Michigan                                                        | - Andrea Barrett, Servants of the Map: Stories - Adam Haslett, You Are Not a Stranger Here                             |  |
| 2004 |            | Edward P. Jones (n. 1950)      | The Known World | Amistad Press (2003)                    | Ficció històrica         | Washington, D.C.                                                | - Susan Choi, American Woman - Marianne Wiggins, Evidence of Things Unseen                                             |  |
| 2005 |            | Marilynne Robinson (n. 1943)   | Gilead | Farrar, Straus and Giroux (2004)        | Novel·la epistolar       | Idaho                                                           | - Ward Just, An Unfinished Season - Ha Jin, War Trash                                                                  |  |
| 2006 |            | Geraldine Brooks (n. 1955)     | March | Viking Press (2005)                     | Ficció històrica         | New York (nascuda a Sydney, Australia)                          | - Lee Martin, The Bright Forever - E. L. Doctorow, The March                                                           |  |
| 2007 |            | Cormac McCarthy (n. 1933)      | La carretera | Alfred A. Knopf (2006)                  | Ficció post-apocalíptica | Rhode Island                                                    | - Alice McDermott, After This - Richard Powers, The Echo Maker                                                         |  |
| 2008 |            | Junot Díaz (n. 1968)           | The Brief Wondrous Life of Oscar Wao                                                                                | Riverhead Books (2007)                  | Novel·la                 | New Jersey (nascut a Santo Domingo, República Dominicana)       | - Lore Segal, Shakespeare's Kitchen - Denis Johnson, Tree of Smoke                                                     |  |
| 2009 |            | Elizabeth Strout (n. 1956)     | Olive Kitteridge | Random House (2008)                     | Narracions curtes        | Maine                                                           | - Christine Schutt, All Souls - Louise Erdrich, The Plague of Doves                                                    |  |
| 2010 |            | Paul Harding (n. 1967)         | Tinkers | Bellevue Literary Press (2009)          | Novel·la debutant        | Massachusetts                                                   | - Daniyal Mueenuddin, In Other Rooms, Other Wonders - Lydia Millet, Love in Infant Monkeys                             |  |
| 2011 |            | Jennifer Egan (n. 1962)        | A Visit from the Goon Squad                                                                                         | Alfred A. Knopf (2010)                  | Narracions curtes        | Illinois                                                        | - Jonathan Dee, The Privileges - Chang-rae Lee, The Surrendered                                                        |  |
| 2012 | No premiat | No premiat                     | No premiat | No premiat                              | No premiat               | No premiat                                                      | - Karen Russell, Swamplandia! - David Foster Wallace, The Pale King (posthumous nominee) - Denis Johnson, Train Dreams |  |
| 2013 |            | Adam Johnson (n. 1967)         | The Orphan Master's Son                                                                                             | Random House (2012)                     | Novel·la                 | South Dakota                                                    | - Eowyn Ivey, The Snow Child - Nathan Englander, What We Talk About When We Talk About Anne Frank                      |  |
| 2014 |            | Donna Tartt (n. 1963)          | The Goldfinch | Little, Brown and Company (2013)        | Novel·la                 | Mississipi                                                      | - Philipp Meyer, The Son - Bob Shacochis, The Woman Who Lost Her Soul                                                  |  |
| 2015 |            | Anthony Doerr (n. 1973)        | All the Light We Cannot See                                                                                         | Charles Scribner's Sons (2014)          | Novel·la bèlica          | Ohio                                                            | - Richard Ford, Let Me Be Frank with You - Joyce Carol Oates, Lovely, Dark, Deep - Laila Lalami, The Moor's Account    |  |
| 2016 |            | Viet Thanh Nguyen (n. 1971)    | The Sympathizer | Grove Press (2015)                      | Novel·la debutant        | California (nascut a Buôn Ma Thuột, Vietnam)                    | - Kelly Link, Get in Trouble: Stories - Margaret Verble, Maud's Line                                                   |  |
| 2017 |            | Colson Whitehead (n. 1969)     | The Underground Railroad                                                                                            | Doubleday (2016)                        | Ucronia                  | New York                                                        | - Adam Haslett, Imagine Me Gone - C. E. Morgan, The Sport of Kings                                                     |  |
| 2018 |            | Andrew Sean Greer (n. 1970)    | Less | Little, Brown and Company (2017)        | Sàtira                   | Washington, D.C.                                                | - Hernan Diaz, In the Distance - Elif Batuman, The Idiot                                                               |  |
| 2019 |            | Richard Powers (n. 1957)       | The Overstory | W. W. Norton & Company (2018)           | Novel·la                 | Illinois                                                        | - Rebecca Makkai, The Great Believers - Tommy Orange, There There                                                      |  |
| 2020 |            | Colson Whitehead (n. 1969)     | The Nickel Boys | Doubleday (2019)                        | Novel·la                 | New York                                                        | - Ann Patchett, The Dutch House - Ben Lerner, The Topeka School                                                        |  |
| 2021 |            | Louise Erdrich (n. 1954)       | The Night Watchman                                                                                                  | Harpercollins (2020)                    | Novel·la                 | Minnesota                                                       | - Daniel Mason, A Registry of My Passage Upon the Earth - Percival Everett, Telephone                                  |  |
| 2022 |            | Joshua Cohen (n. 1980)         | The Netanyahus: An Account of a Minor and Ultimately Even Negligible Episode in the History of a Very Famous Family | New York Review Books (2021)            | Novel·la                 | New Jersey                                                      | - Francisco Goldman, Monkey Boy - Gayl Jones, Palmares                                                                 |  |
| 2023 |            | Hernan Diaz (n. 1973)          | Fortuna | Riverhead Books (2022)                  | Novel·la                 | Estat de Nova York                                              | Vauhini Vara, The Immortal King Rao                                                                                    |  |
| 2023 |            | Barbara Kingsolver (n. 1955)   | Demon Copperhead | Harper (2022)                           | Novel·la                 | Kentucky                                                        | Vauhini Vara, The Immortal King Rao                                                                                    |  |
| 2024 |            | Jayne Anne Phillips (n. 1952)  | Night Watch | Knopf (2023)                            | Novel·la                 | Virgínia Occidental                                             | - Yiyun Li, Wednesday's Child - Ed Park, Same Bed Different Dreams                                                     |  |
| 2025 |            | Percival Everett (n. 1956)     | James | Doubleday (2024)                        | Novel·la                 | Geòrgia                                                         | - Rita Bullwinkel, Headshot: A Novel - Gayl Jones, The Unicorn Woman - Stacey Levine, Mice 1961                        |  |

## Autors amb nominacions múltiples
5 nominacions
- Joyce Carol Oates

4 nominacions
- Philip Roth

3 nominacions
- Alice McDermott
- Anne Tyler
- Colson Whitehead

2 nominacions
- Russell Banks
- Raymond Carver
- Don DeLillo
- Hernan Diaz
- E. L. Doctorow
- Louise Erdrich
- Richard Ford
- Adam Haslett
- Oscar Hijuelos
- Ha Jin
- Denis Johnson
- Barbara Kingsolver
- Richard Powers
- Annie Proulx
- Marilynne Robinson
- Robert Stone
- John Updike